# Chýnovská jeskyně
Die Chýnovská jeskyně (Chejnower Höhle) ist eine Karsthöhle in Okres Tábor in Tschechien. Sie befindet sich im Chýnovský kras (Chejnower Karst) nordöstlich der Stadt Chýnov zwischen den Dörfern Velmovice und Dolní Hořice im Hügel Pacova hora. Die Chejnower Höhle war die erste in Böhmen eröffnete Schauhöhle.

## Geschichte
Seit dem 15. Jahrhundert lässt sich die Chýnover Kalkbrennerei nachweisen. An der Westseite des Pacova hora werden seit 1747 Kalksteinbrüche betrieben, weitere liegen östlich auf dem Kladrubská hora. 
Der Steinbrecher Vojtěch Rytíř stieß 1863 auf eine Kluft im Pacova hora, in die sein Hammer gefallen war. Die Höhle wurde über eine steinerne Treppe öffentlich zugänglich gemacht und im Jahre 1868 für den Besucherverkehr freigegeben.
Die Chýnovská jeskyně hat eine Höhe von 42 m und ist auf einer Länge von 220 m begehbar. Sie wird von verschiedenen hellen Kalkschichten in weißer, gelblicher und bräunlicher Tönung sowie dunklem Amphibolit umschlossen, die in den Wänden Augen bilden.